# Saint-Louis Suns United
Le Saint-Louis Suns United est un club seychellois de football, basé à Victoria. 
Le club est fondé en 2007. Il est issu de la fusion de deux clubs (Saint-Louis FC et Sunshine SC) pour donner naissance au club de Saint-Louis Suns United.
L'équipe de Saint Michel United, du district d'Anse-aux-pins, est depuis très longtemps leur rivale la plus acharnée. Aujourd'hui, de nouvelles équipes très compétitives telles que Côte d'Or FC (Praslin) ou La Passe FC (La Digue) sont parvenues à établir un nouvel équilibre dans le championnat.

## Palmarès
- Championnat des Seychelles : 
  - Champion : 2017 et 2024
- Coupe des Seychelles
  - Vainqueur : 2010, 2017 et 2019